# Вербовка (Новоград-Волынский район)
Вербовка (укр. Вербівка) — село на Украине, находится в Звягельском районе Житомирской области.
Население по переписи 2001 года составляет 206 человек. Почтовый индекс — 11725. Телефонный код — 4141. Занимает площадь 1,279 км².

## Адрес местного совета
11725, Житомирская область, Звягельский р-н, с. Чижовка, ул. Т. Шевченко, 9